# Medborgarrättspartiet
Medborgarrättspartiet var ett lokalt politiskt parti som var registrerat för val till kommunfullmäktige i Strömstads kommun. Partiet var representerat i Strömstads kommunfullmäktige 1976-1985.